# 1. florbalová liga žen 2005/2006
1. florbalová liga žen 2005/2006 byla 12. ročníkem nejvyšší ženské florbalové soutěže v Česku.
Soutěž odehrálo 12 týmů systémem dvakrát každý s každým. Prvních 8 týmů postoupilo do play-off. Zbylé čtyři týmy hrály o sestup.
Vítězem ročníku se pošesté v řadě stal tým FBC Liberec Crazy Girls po porážce týmu EVVA FbŠ Bohemians ve finále. Pro Bohemians to byla první účast ve finále.
Nováčky v této sezoně byly týmy TJ JM Chodov, FBK Svitavy, SSK Future a FBK Jičín, které nahradily tři sestupující týmy a odhlášený tým USK Slávie Ústí n/L. Future se do 1. ligy vrátily po třech sezónách v nižší soutěži. Chodov, Svitavy a Jičín postoupily poprvé. Chodov a Svitavy hned ve své první sezóně postoupily do play-off, kde se střetly ve čtvrtfinále. Do semifinále postoupil Chodov.
Jičín svoji účast v nejvyšší soutěži neudržel a sestoupil. Dále po čtyřech a dvou sezónách sestoupily týmy EMCO Lhokamo Praha a VSK Medik Ovocné Báze. V následující sezóně byl počet týmu v 1. lize snížen na 10. Postoupil tak jen jeden tým, FbK OA Opava.

## Základní část
| Poř. | Tým                       | Záp. | Výh. | Rem. | Pro. | Branky    | Body |
| ---- | ------------------------- | ---- | ---- | ---- | ---- | --------- | ---- |
| 1.   | FBC Liberec Crazy Girls   | 22   | 20   | 1/1  | 1    | 127 : 471 | 62   |
| 2.   | Tatran Techtex Střešovice | 22   | 19   | 1/1  | 2    | 178 : 431 | 59   |
| 3.   | EVVA FbŠ Bohemians        | 22   | 19   | 0/0  | 3    | 134 : 411 | 57   |
| 4.   | TJ JM Chodov              | 22   | 11   | 5/0  | 6    | 184 : 651 | 38   |
| 5.   | FBK Svitavy               | 22   | 9    | 5/1  | 8    | 175 : 651 | 33   |
| 6.   | 1. SC SSK Vítkovice       | 22   | 8    | 4/1  | 10   | 195 : 103 | 29   |
| 7.   | Bulldogs Brno             | 22   | 8    | 2/1  | 12   | 167 : 851 | 27   |
| 8.   | 1. HFK Děkanka            | 22   | 7    | 2/0  | 13   | 158 : 881 | 23   |
| 9.   | SSK Future                | 22   | 7    | 2/0  | 13   | 183 : 144 | 23   |
| 10.  | EMCO Lhokamo Praha        | 22   | 3    | 5/0  | 14   | 162 : 110 | 14   |
| 11.  | FBK Jičín                 | 22   | 3    | 2/0  | 17   | 144 : 116 | 11   |
| 12.  | VSK Medik Ovocné Báze     | 22   | 2    | 3/1  | 17   | 152 : 150 | 10   |

## Play-off
Čtvrtfinále se hrálo na dva vítězné zápasy, semifinále a finále na tři.

### Pavouk
|  | Čtvrtfinále               | Čtvrtfinále        |                           |   | Semifinále | Semifinále |  |  | Finále | Finále |
|  |                           |                    |                           |   |            |            |  |  |        |        |
|  |                           |                    |                           |   |            |            |  |  |        |        |
|  | FBC Liberec Crazy Girls   | 2                  |                           |   |            |            |  |  |        |        |
|  | FBC Liberec Crazy Girls   | 2                  |                           |   |            |            |  |  |        |        |
|  | 1. HFK Děkanka            | 0                  |                           |   |            |            |  |  |        |        |
|  | 1. HFK Děkanka            | 0                  | FBC Liberec Crazy Girls   | 3 |            |            |  |  |        |        |
|  |                           |                    | FBC Liberec Crazy Girls   | 3 |            |            |  |  |        |        |
|  |                           | TJ JM Chodov       | 0                         |   |            |            |  |  |        |        |
|  | TJ JM Chodov              | TJ JM Chodov       | 0                         | 2 |            |            |  |  |        |        |
|  | TJ JM Chodov              |                    |                           | 2 |            |            |  |  |        |        |
|  | FBK Svitavy               | 1                  |                           |   |            |            |  |  |        |        |
|  | FBK Svitavy               | 1                  | FBC Liberec Crazy Girls   | 3 |            |            |  |  |        |        |
|  |                           |                    | FBC Liberec Crazy Girls   | 3 |            |            |  |  |        |        |
|  |                           | EVVA FbŠ Bohemians | 0                         |   |            |            |  |  |        |        |
|  | Tatran Techtex Střešovice | EVVA FbŠ Bohemians | 0                         | 2 |            |            |  |  |        |        |
|  | Tatran Techtex Střešovice |                    |                           | 2 |            |            |  |  |        |        |
|  | Bulldogs Brno             | 0                  |                           |   |            |            |  |  |        |        |
|  | Bulldogs Brno             | 0                  | Tatran Techtex Střešovice | 1 |            |            |  |  |        |        |
|  |                           |                    | Tatran Techtex Střešovice | 1 |            |            |  |  |        |        |
|  |                           | EVVA FbŠ Bohemians | 3                         |   |            |            |  |  |        |        |
|  | EVVA FbŠ Bohemians        | EVVA FbŠ Bohemians | 3                         | 2 |            |            |  |  |        |        |
|  | EVVA FbŠ Bohemians        |                    |                           | 2 |            |            |  |  |        |        |
|  | 1. SC SSK Vítkovice       | 0                  |                           |   |            |            |  |  |        |        |
|  | 1. SC SSK Vítkovice       | 0                  |                           |   |            |            |  |  |        |        |

### Čtvrtfinále
FBC Liberec Crazy Girl – 1. HFK Děkanka 2 : 0 na zápasy
- Děkanka – Liberec 2 : 6 (1:3, 0:0, 1:3)
- Liberec – Děkanka 5 : 1 (0:0, 1:0, 4:1)

Tatran Techtex Střešovice – Bulldogs Brno 2 : 0 na zápasy
- Bulldogs – Tatran 12 : 11 (0:4, 1:2, 1:5)
- Tatran – Bulldogs 12 : 11 (4:0, 4:0, 4:1)

EVVA FbŠ Bohemians – 1. SC SSK Vítkovice 2 : 1 na zápasy
- Vítkovice – Bohemians 0 : 10 (0:3, 0:4, 0:3)
- Bohemians – Vítkovice 5 : 31 (4:1, 0:1, 1:1)

TJ JM Chodov – FBK Svitavy 2 : 1 na zápasy
- Svitavy – Chodov 2 : 1 (0:0, 2:1, 0:0)
- Chodov – Svitavy 7 : 2 (4:0, 2:2, 1:0)
- Chodov – Svitavy 3 : 0 (0:0, 3:0, 0:0)

### Semifinále
FBC Liberec Crazy Girls – TJ JM Chodov 3 : 0 na zápasy
- Liberec – Chodov 5 : 0 (1:0, 0:0, 4:0)
- Liberec – Chodov 7 : 0 (1:0, 2:0, 4:0)
- Chodov – Liberec 0 : 3 (0:0, 0:2, 0:1)

Tatran Techtex Střešovice – EVVA FbŠ Bohemians 1 : 3 na zápasy
- Tatran – Bohemians 4 : 3 (0:2, 3:1, 1:0)
- Tatran – Bohemians 5 : 7 (1:3, 1:1, 3:3)
- Bohemians – Tatran 5 : 4 (1:2, 2:1, 2:1)

### Finále
FBC Liberec Crazy Girls – EVVA FbŠ Bohemians 3 : 0 na zápasy
- Liberec – Bohemians 4 : 1 (0:0, 2:0, 2:1)
- Liberec – Bohemians 3 : 0 (2:0, 0:0, 1:0)
- Bohemians – Liberec 0 : 5 (0:3, 0:0, 0:2)

### Konečná tabulka
| Pořadí           | Tým                       |
| ---------------- | ------------------------- |
| Zlatá medaile    | FBC Liberec Crazy Girls   |
| Stříbrná medaile | EVVA FbŠ Bohemians        |
| Bronzová medaile | Tatran Techtex Střešovice |
| 4.               | TJ JM Chodov              |
| 5.               | FBK Svitavy               |
| 6.               | 1. SC SSK Vítkovice       |
| 7.               | Bulldogs Brno             |
| 8.               | 1. HFK Děkanka            |

## Play-down
| Poř. | Tým                   | Záp. | Výh. | Rem. | Pro. | Branky   | Body | Poznámka        |
| ---- | --------------------- | ---- | ---- | ---- | ---- | -------- | ---- | --------------- |
| 9.   | SSK Future            | 23   | 7    | 3/0  | 13   | 86 : 147 | 24   | baráž o 1. ligu |
| 10.  | EMCO Lhokamo Praha    | 22   | 3    | 5/0  | 14   | 62 : 110 | 14   | sestup          |
| 11.  | VSK Medik Ovocné Báze | 23   | 2    | 4/1  | 17   | 55 : 153 | 11   | sestup          |
| 12.  | FBK Jičín             | 22   | 3    | 2/0  | 17   | 44 : 116 | 11   | sestup          |